# یواس‌اس اورورا (اس‌پی-۳۴۵)
یواس‌اس اورورا (اس‌پی-۳۴۵) (به انگلیسی: USS Aurora (SP-345)) یک کشتی است که طول آن ۱۱۰ فوت (۳۴ متر) می‌باشد. این کشتی در سال ۱۹۰۶ ساخته شد.